# Arab (pel·lícula)
Arab és una pel·lícula tunisiana dirigida el 1988 per Fadhel Jaïbi i Fadhel Jaziri. Aquesta és l'adaptació de l'obra homònima representada l'any 1987.
Els directors són dos dels creadors del Nouveau Théâtre de Tunis, amb Mohamed Driss i Jalila Baccar. El grup es va separar després d'aquesta pel·lícula el 1988.

## Argument
Houria, hostessa d'una companyia aèria àrab, marxa a Tunísia a la recerca del fotògraf de guerra Khalil, per tal que l'ajudi a trobar el seu company Seif, fedaï palestí desaparegut a Beirut. Un cop al país, Khalil i el seu germà Kuraich la impliquen en una lluita de terres i en la resurrecció d'una vella història d'amor amb violència.

## Repartiment
- Jalila Baccar: Houria
- Lamine Nahdi: Kuraich
- Fadhel Jaziri: Khalil
- Fethi Haddaoui: Mannubi
- Fatma Ben Saïdane: Asfour
- Zahira Ben Ammar: Arbia

## Distincions
Al Festival de Cinema de Cartago de 1988, Arab va rebre el Tanit de bronze, i Lamine Nahdi el premi d’interpretació masculina. La pel·lícula va ser seleccionada el 1989 per a la Quinzena de Cineastes al 42è Festival Internacional de Cinema de Canes.